# Журавко-Покорский, Павел Александрович
Павел Александрович Журавко-Покорский — горный инженер и предприниматель Российской империи, родом из Черниговской губернии, который был наиболее предприимчивым из всех золотоискателей на территории Восточной Бухары и владел самым крупным золотым прииском по реке Сафед-Дарья на территории Бальджуанского и частично Дарвазского бекств Бухарского эмирата.
Сведений про него и его предприятии в Восточной Бухаре, имеется не много.
П. А. Журавко-Покорский был единственным человеком, сумевшим с исключительной настойчивостью приложить все свои силы к разработке золотоносных участков и кроме него, никто из русских предпринимателей не производил никаких разработок в золотоносных районах Бухарского эмирата.
К концу 1896 года П. А. Журавко-Покорским было получено официальное разрешение на разработку золотых россыпей в пределах Бальджуанского бекства. Он построил пять жилых домов и два барака, открыл магазин и кузнечную мастерскую. Им также был проложен на протяжении двух верст узкоколейный рельсовый путь, по которому пески от забоев подвозились 50 вагонетками. Его рудник был оборудован по последнему слову техники того времени и давал весомые поступления в казну Бухарского эмира.
П. А. Журавко-Покорский умер в 1916 году. Дела перешли к его жене, которая, по замечаниям современников, «не менее энергично продолжила начатое дело». Рудник был уничтожен басмачами Мадамин-бека.